# Kelīneh
Kelīneh (persiska: کلينه) är en ort i Iran.   Den ligger i provinsen Kermanshah, i den västra delen av landet, 500 km väster om huvudstaden Teheran. Kelīneh ligger 563 meter över havet och antalet invånare är 117.
Terrängen runt Kelīneh är kuperad åt nordost, men åt sydväst är den platt. Runt Kelīneh är det ganska tätbefolkat, med 155 invånare per kvadratkilometer. Närmaste större samhälle är Sarpol-e Z̄ahāb, 7,0 km söder om Kelīneh. Trakten runt Kelīneh består till största delen av jordbruksmark.